# Герб Мархинского наслега
Герб муниципального образования сельское поселение «Мархинский наслег» Нюрбинского района Республики Саха (Якутия) Российской Федерации.
Герб утверждён Постановлением Собрания депутатов муниципального образования «Мархинский наслег» Нюрбинского района Республики Саха (Якутия) «О гербе муниципального образования „Мархинский наслег“» от 4 марта 2009 года РНС № 12-3.
Герб внесён в Государственный геральдический регистр Российской Федерации под регистрационном номером 6441.

## Описание герба
« В зелёном поле с чешуевидной лазоревой оконечностью, тонко окаймлённой серебром и обременённой шестью брусками, сложенными пирамидой (один, два и три), золотой чорон (якутский сосуд для кумыса в виде горшка на трёх ножках), сопровождаемый вверху серебряным алмазом».